# Aracoiaba
Aracoiaba est une municipalité brésilienne de l'État du Ceará.